# بيلييلا بلطيقية
بيلييلا بلطيقية (بالإنجليزية: Belliella baltica)‏ هي نوع بكتيريا عصوية سلبية الغرام من جنس بيلييلا، تم عزلها من مياه بحر البلطيق.